# Copa do Mundo de Clubes da FIFA de 2023
A Copa do Mundo de Clubes da FIFA de 2023 foi a 20.ª edição do torneio internacional de futebol organizado pela Federação Internacional de Futebol (FIFA), disputado por clubes das seis confederações continentais.
O torneio manteve o formato com sete participantes (os seis campeões de cada continente mais o representante do país-sede), novamente eliminando a disputa pelo quinto lugar. A partir de 2025, surge um novo torneio mundial entre clubes, com outro formato, que engloba 32 participantes, semelhantemente ao utilizado pela Copa do Mundo (de 1998 a 2022, entre as selecões profissionais masculinas, e também adotado pela versão feminina a partir de 2023). Desde 15 de março de 2019, a FIFA, a partir de seu conselho, tinha o projeto de uma "nova competição histórica de clubes", sendo o "novo real torneio de clubes", segundo o presidente Gianni Infantino. Em 17 de dezembro de 2023, o Conselho da FIFA definiu que junho de 2025 é o mês de disputa da primeira edição do novo torneio global, o Mundial de Clubes FIFA (nome oficial).
Essa edição também marcou a volta da realização do torneio em dezembro do mesmo ano, uma vez que as três últimas edições aconteceram em fevereiro do ano posterior. As de 2020 e 2021, devido à alteração do calendário,  que sofreu com paralisações após a pandemia de COVID-19. A de 2022, por conta da da Copa do Mundo do mesmo ano, em novembro.
Em 26 de junho, a FIFA e a Federação de Futebol da Arábia Saudita (SAFF), em conjunto, anunciaram que todas as partidas da competição seriam realizadas em Jidá nos estádios Cidade dos Esportes Rei Abdullah e Príncipe Abdullah al-Faisal, com capacidades, respectivamente, para 62 mil e 32 mil pessoas.
A partir de 2024, o torneio passou a ser nomeado Copa Intercontinental da FIFA, dando continuidade a competição que foi criada em 2000 como competição anual entre os seis campeões continentais (agora sem participação de representante do país-sede), também em sistema eliminatório.

## Equipes classificadas
| Confederação                                          | Equipe                          | Classificação                                    | Participação                                                       |
| Disputa a partir das semifinais                       | Disputa a partir das semifinais | Disputa a partir das semifinais                  | Disputa a partir das semifinais                                    |
| ----------------------------------------------------- | ------------------------------- | ------------------------------------------------ | ------------------------------------------------------------------ |
| CONMEBOL                                              | Fluminense                      | Campeão da Copa Libertadores da América de 2023  | 1.ª                                                                |
| UEFA                                                  | Manchester City                 | Campeão da Liga dos Campeões da UEFA de 2022–23  | 1.ª                                                                |
| Disputa a partir das quartas de finais                |                                 |                                                  |                                                                    |
| AFC                                                   | Urawa Red Diamonds              | Campeão da Liga dos Campeões da AFC de 2022      | 3.ª (2007 e 2017)                                                  |
| CAF                                                   | Al-Ahly                         | Campeão da Liga dos Campeões da CAF de 2022–23   | 9.ª (2005, 2006, 2008, 2012, 2013, 2020, 2021 e 2022)              |
| CONCACAF                                              | León                            | Campeão da Liga dos Campeões da CONCACAF de 2023 | 1.ª                                                                |
| Disputa a partir do play-off para as quartas de final |                                 |                                                  |                                                                    |
| OFC                                                   | Auckland City                   | Campeão da Liga dos Campeões da OFC de 2023      | 11.ª (2006, 2009, 2011, 2012, 2013, 2014, 2015, 2016, 2017 e 2022) |
| País-sede                                             | Al-Ittihad                      | Campeão do Campeonato Saudita de 2022–23         | 2.ª (2005)                                                         |

## Sedes
As partidas serão disputadas em duas sedes.
| Jidá                             | Rei Abdullah Príncipe Abdullah al-FaisalCopa do Mundo de Clubes da FIFA de 2023 (Arábia Saudita) | Jidá                                |
| -------------------------------- | ------------------------------------------------------------------------------------------------ | ----------------------------------- |
| Cidade dos Esportes Rei Abdullah | Rei Abdullah Príncipe Abdullah al-FaisalCopa do Mundo de Clubes da FIFA de 2023 (Arábia Saudita) | Estádio Príncipe Abdullah al-Faisal |
| Capacidade: 62 241               | Rei Abdullah Príncipe Abdullah al-FaisalCopa do Mundo de Clubes da FIFA de 2023 (Arábia Saudita) | Capacidade: 32 000                  |
|                                  | Rei Abdullah Príncipe Abdullah al-FaisalCopa do Mundo de Clubes da FIFA de 2023 (Arábia Saudita) |                                     |

## Arbitragem
Esta é a lista de árbitros e assistentes que atuaram na competição.
| Confederação | Árbitros           | Assistentes                            | Árbitros de vídeo                                       |
| ------------ | ------------------ | -------------------------------------- | ------------------------------------------------------- |
| AFC          | Mohammed Al Hoish  | - Khalaf Al Shammari - Yasir Al Sultan | Khamis Al Marri                                         |
| CAF          | Jean-Jacques Ndala | - Elvis Noupue - Arsenio Maringule     | Adil Zourak                                             |
| CONCACAF     | Tori Penso         | - Brooke Mayo - Kathryn Nesbitt        | Tatiana Guzmán                                          |
| CONMEBOL     | Jesús Valenzuela   | - Jorge Urrego - Tulio Moreno          | - Juan Soto - Juan Lara                                 |
| UEFA         | Szymon Marciniak   | - Tomasz Listkiewicz - Adam Kupsik     | - Tomasz Kwiatkowski - Alejandro Hernandez - Ivan Bebek |

Um árbitro de apoio também foi nomeado para o torneio.
| Confederação | Árbitros de Suporte        |
| ------------ | -------------------------- |
| OFC          | Campbell-Kirk Kawana-Waugh |

## Partidas
A FIFA fez o sorteio dos confrontos, em 5 de setembro de 2023, em Jidá, na Arábia Saudita.
|  |                       |                    |                       |      |                       |                       |  |  |            |            |  |  |                       |       |
|  | Play-off              | Play-off           |                       |      | Quartas de final      | Quartas de final      |  |  | Semifinais | Semifinais |  |  | Final                 | Final |
|  | 12 de dezembro – Jidá |                    |                       |      |                       |                       |  |  |            |            |  |  |                       |       |
|  | Al-Ittihad            | 3                  |                       |      | 15 de dezembro – Jidá | 15 de dezembro – Jidá |  |  |            |            |  |  |                       |       |
|  | Al-Ittihad            | 3                  |                       |      | 15 de dezembro – Jidá | 15 de dezembro – Jidá |  |  |            |            |  |  |                       |       |
|  | Auckland City         | 0                  |                       |      | Al-Ittihad            | 1                     |  |  |            |            |  |  |                       |       |
|  | Auckland City         | 0                  | 18 de dezembro – Jidá |      | Al-Ittihad            | 1                     |  |  |            |            |  |  |                       |       |
|  |                       |                    |                       |      | Al-Ahly               | 3                     |  |  |            |            |  |  |                       |       |
|  | Al-Ahly               | 0                  |                       |      | Al-Ahly               | 3                     |  |  |            |            |  |  |                       |       |
|  | Al-Ahly               | 0                  |                       |      |                       |                       |  |  |            |            |  |  |                       |       |
|  |                       |                    | Fluminense            | 2    |                       |                       |  |  |            |            |  |  |                       |       |
|  |                       |                    | Fluminense            | 2    |                       |                       |  |  |            |            |  |  |                       |       |
|  |                       |                    | 22 de dezembro – Jidá |      |                       |                       |  |  |            |            |  |  |                       |       |
|  |                       |                    |                       |      |                       |                       |  |  |            |            |  |  |                       |       |
|  | Fluminense            | 0                  |                       |      |                       |                       |  |  |            |            |  |  |                       |       |
|  | Fluminense            | 0                  | 15 de dezembro – Jidá |      |                       |                       |  |  |            |            |  |  |                       |       |
|  |                       | Manchester City    | 4                     |      |                       |                       |  |  |            |            |  |  |                       |       |
|  |                       |                    | 4                     | León | 0                     |                       |  |  |            |            |  |  |                       |       |
|  | 19 de dezembro – Jidá |                    |                       | León | 0                     |                       |  |  |            |            |  |  |                       |       |
|  |                       | Urawa Red Diamonds | 1                     |      |                       |                       |  |  |            |            |  |  |                       |       |
|  | Urawa Red Diamonds    | Urawa Red Diamonds | 1                     | 0    |                       |                       |  |  |            |            |  |  |                       |       |
|  | Urawa Red Diamonds    |                    |                       | 0    | Terceiro lugar        |                       |  |  |            |            |  |  |                       |       |
|  |                       |                    | Manchester City       | 3    |                       |                       |  |  |            |            |  |  |                       |       |
|  |                       |                    | Manchester City       | 3    | Urawa Red Diamonds    | 2                     |  |  |            |            |  |  |                       |       |
|  |                       |                    |                       |      | Urawa Red Diamonds    | 2                     |  |  |            |            |  |  |                       |       |
|  |                       |                    | Al-Ahly               | 4    |                       |                       |  |  |            |            |  |  |                       |       |
|  |                       |                    | Al-Ahly               | 4    |                       |                       |  |  |            |            |  |  |                       |       |
|  |                       |                    |                       |      |                       |                       |  |  |            |            |  |  | 22 de dezembro – Jidá |       |

Todas as partidas seguem o fuso horário local (UTC+3).

### Play-off
| 12 de dezembro | Al-Ittihad                              | 3 – 0     | Auckland City | Cidade dos Esportes Rei Abdullah, Jidá  |
| 21:00          | Romarinho 29' · Kanté 34' · Benzema 40' | Relatório |               | Público: 50 248 Árbitro: USA Tori Penso |

|  | Al-Ittihad |  | Auckland City |  |

### Quartas de final
| 15 de dezembro | León | 0 – 1     | Urawa Red Diamonds | Estádio Príncipe Abdullah al-Faisal, Jidá      |
| 17:30          |      | Relatório | Schalk 78'         | Público: 2 525 Árbitro: COD Jean-Jacques Ndala |

|  | León |  | Urawa Reds |  |

| 15 de dezembro | Al-Ahly                                         | 3 – 1     | Al-Ittihad    | Cidade dos Esportes Rei Abdullah, Jidá        |
| 21:00          | Maâloul 21' (pen.) · El Shahat 59' · Ashour 62' | Relatório | Benzema 90+2' | Público: 56 111 Árbitro: VEN Jesús Valenzuela |

|  | Al-Ahly |  | Al-Ittihad |  |

### Semifinais
| 18 de dezembro | Fluminense                          | 2 – 0     | Al-Ahly | Cidade dos Esportes Rei Abdullah, Jidá        |
| 21:00          | Arias 71' (pen.) · John Kennedy 90' | Relatório |         | Público: 34 986 Árbitro: POL Szymon Marciniak |

|  | Fluminense |  | Al-Ahly |  |

| 19 de dezembro | Urawa Red Diamonds | 0 – 3     | Manchester City                                  | Cidade dos Esportes Rei Abdullah, Jidá         |
| 21:00          |                    | Relatório | Høibråten 45+1' (g.c.) · Kovačić 52' · Silva 59' | Público: 40 127 Árbitro: KSA Mohammed Al Hoish |

|  | Urawa Reds |  | Man. City |  |

### Disputa pelo terceiro lugar
| 22 de dezembro | Urawa Red Diamonds           | 2 – 4     | Al-Ahly                                                    | Estádio Príncipe Abdullah al-Faisal, Jidá |
| 17:30          | Kanté 43' · Scholz 54' (pen) | Relatório | Ibrahim 19' · Tau 25' · Koizumi 60' (g.c.) · Maâloul 90+8' | Público: 10 290 Árbitro: USA Tori Penso   |

|  | Urawa Reds |  | Al-Ahly |  |

### Final
| 22 de dezembro | Manchester City                               | 4 – 0     | Fluminense | Estádio Príncipe Abdullah al-Faisal, Jidá     |
| 21:00          | Álvarez 1', 88' · Nino 27' (g.c.) · Foden 72' | Relatório |            | Público: 52 601 Árbitro: POL Szymon Marciniak |

|  | Man. City |  | Fluminense |  |

## Premiação
| Copa do Mundo de Clubes da FIFA de 2023 |
| Inglaterra                              |
| --------------------------------------- |
| MANCHESTER CITY Campeão (1.º título)    |

## Classificação final
Para estatísticas, partidas decididas na prorrogação são consideradas como vitória e derrota e partidas decididas nos pênaltis são contadas como empate.
| Pos. | Equipes            | Pts | J | V | E | D | GP | GC | SG |
| ---- | ------------------ | --- | - | - | - | - | -- | -- | -- |
| 1    | Manchester City    | 6   | 2 | 2 | 0 | 0 | 7  | 0  | +7 |
| 2    | Fluminense         | 3   | 2 | 1 | 0 | 1 | 2  | 4  | -2 |
| 3    | Al-Ahly            | 6   | 3 | 2 | 0 | 1 | 7  | 5  | +2 |
| 4    | Urawa Red Diamonds | 3   | 3 | 1 | 0 | 2 | 3  | 7  | –4 |
| 5    | Al-Ittihad         | 3   | 2 | 1 | 0 | 1 | 4  | 3  | +1 |
| 6    | León               | 0   | 1 | 0 | 0 | 1 | 0  | 1  | -1 |
| 7    | Auckland City      | 0   | 1 | 0 | 0 | 1 | 0  | 3  | –3 |